# Долгоножка праздничная
Долгоножка праздничная, ктенофора украшенная (Ctenophora festiva) — вид комаров из семейства долгоножек (Tipulidae). Обитает в Европе (включая Россию и Украину). Включён в Красную книгу Украины.

## Описание
Крупные комары-долгоножки, длина тела от 20 до 26,5 мм; основная окраска буровато-чёрная с жёлтыми отметинами. Самки темнее самцов. Голова и усики чёрные, щёки под основанием усиков у самцов лимонно-жёлтые, а у самок чёрные. Усики самок 13-члениковые; у самцов усики гребенчатые, каждый их членик с двумя парами отростков. Боковые части среднегруди с длинными щетинками. Ноги со шпорами. Личинки живут в гнилой трухе в дуплах лиственных деревьев. Обитатель широколиственных лесов, встречается в июне и июле. Причины редкости вида — вырубка старых деревьев в результате санитарных чисток лесов.

## Галерея

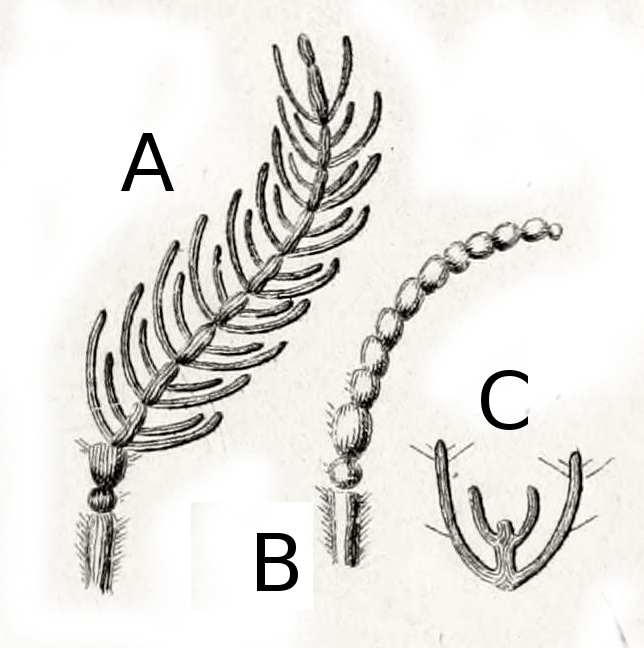
Усики самцов (А) и самок (В)
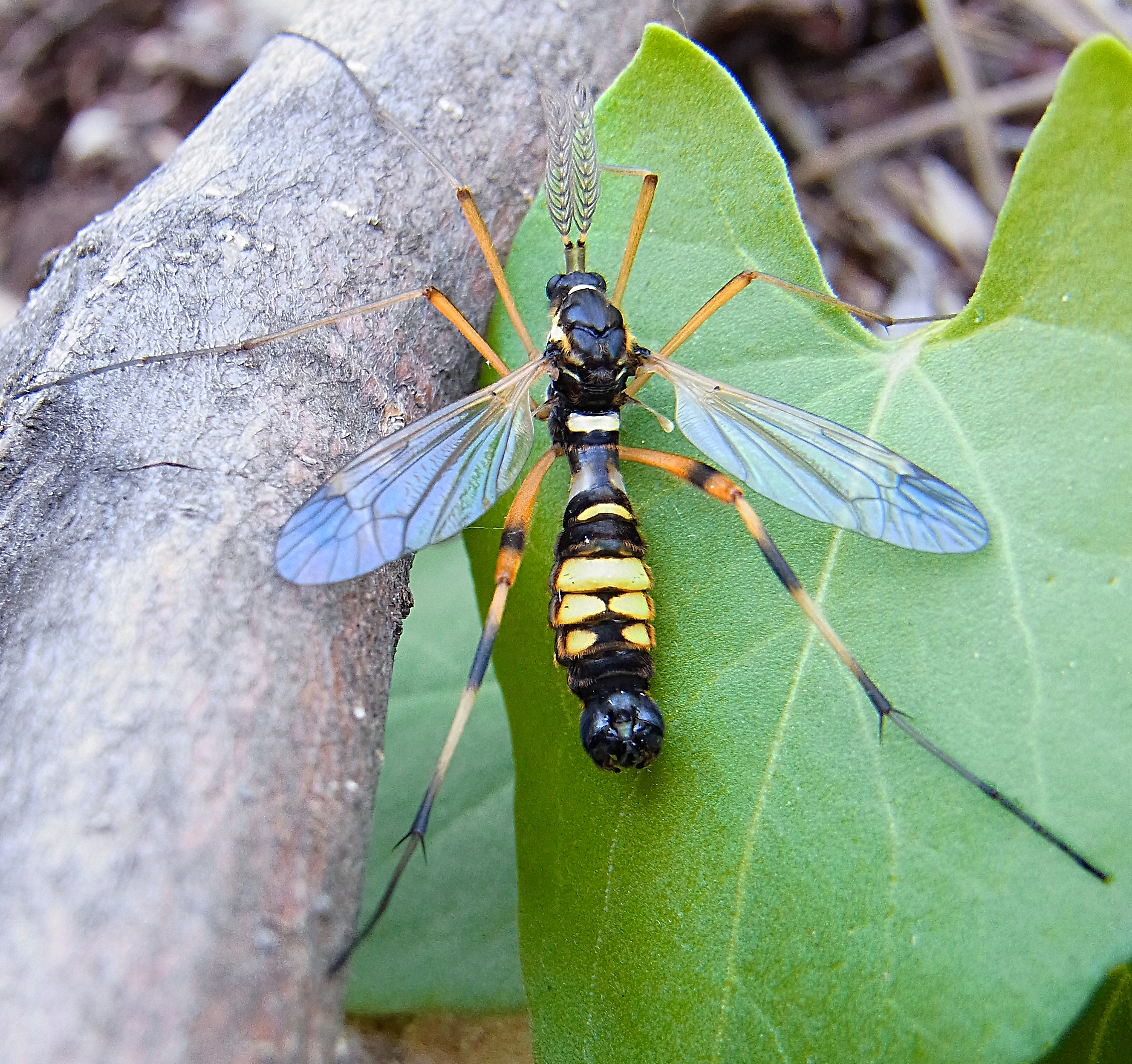
Внешний вид (Венгрия)
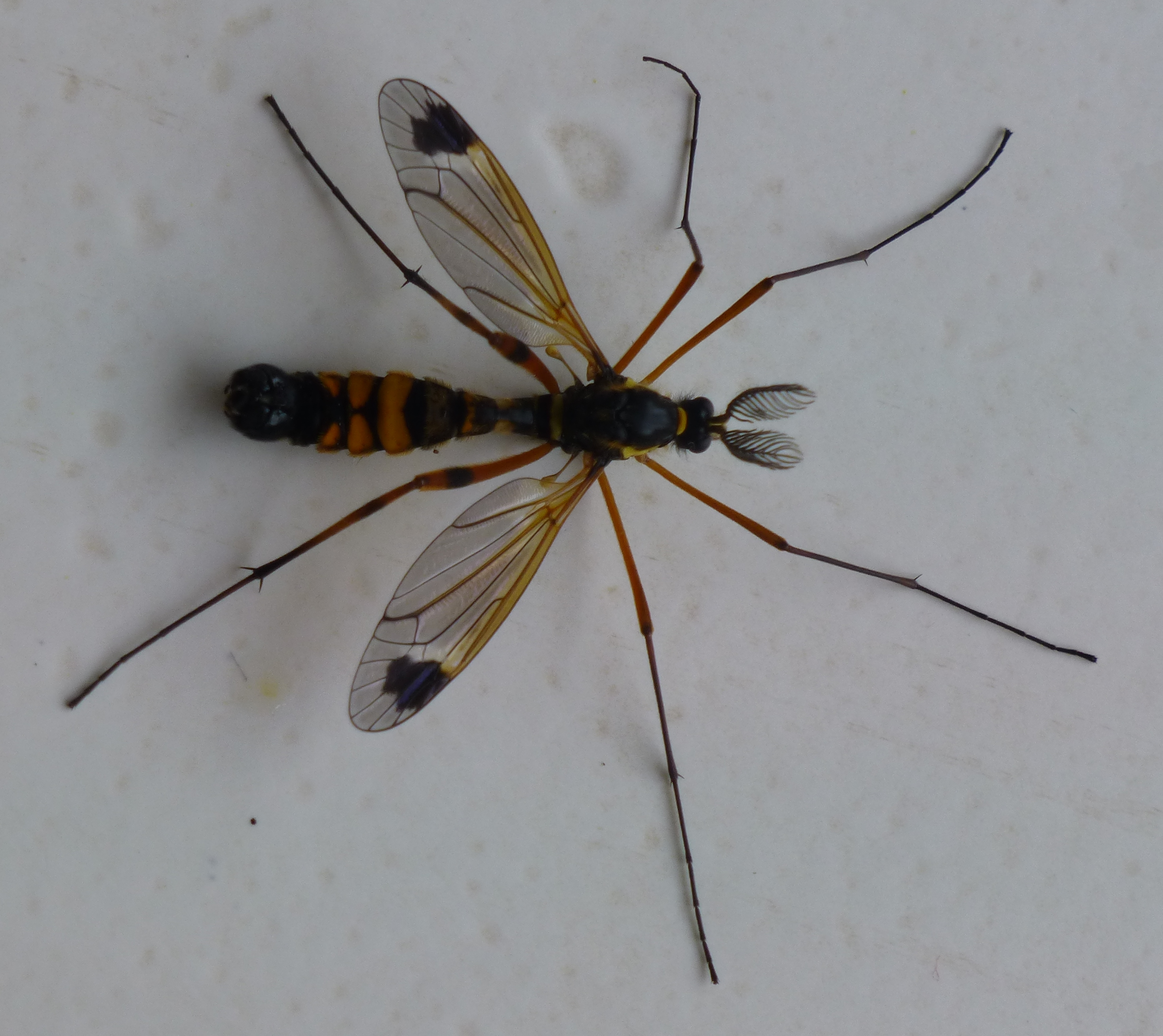
Самец с гребенчатыми усиками